# Пуне (дивізіон)
Пу́не (англ. Pune division) — один із 6 дивізіонів у складі штату Махараштра на заході Індії. Розташований на південному заході штату. Адміністративний центр — місто Пуне.

## Адміністративний поділ
До складу дивізіону входить 5 округів та 59 техсілів:
| Населений пункт | Площа, км² | Населення, осіб (2011) | Техсіли |
| --------------- | ---------- | ---------------------- | ------- |
| Колхапур        | 7685       | 3876001                | 12      |
| Пуне            | 15643      | 9429408                | 15      |
| Санглі          | 8572       | 2822143                | 10      |
| Сатара          | 10480      | 3003741                | 11      |
| Солапур         | 14895      | 4317756                | 11      |